# Запознай се с нашите
„Запознай се с нашите“ (на английски: Meet the Parents) е американски комедиен филм от 2000 г. на режисьора Джей Роуч, по сценарий на Джим Херцфийлд и Джон Хамбърг. Във филма участват Робърт Де Ниро, Бен Стилър, Блайт Данър, Тери Поло, Джеймс Ребхорн, Джон Ейбрахамс и Оуен Уилсън. Филмът е пуснат в САЩ и Канада на 6 октомври 2000 г. и е разпространен от Universal Pictures. Успехът на филма вдъхновява двете продължения – „Запознай ме с вашите“ (2004) и „Запознай се с малките“ (2010).

## Актьорски състав
| Актьор         | Роля                                                                     |
| -------------- | ------------------------------------------------------------------------ |
| Робърт Де Ниро | Джак Бърнс, пенсиониран агент на ЦРУ и ветеран от Виетнамската война     |
| Бен Стилър     | Грег Фокър, мъжка медицинска сестра и гадже на Пам                       |
| Тери Поло      | Пам Бърнс, учителка на втори клас, гадже на Грег и дъщеря на Джак и Дина |
| Блайт Данър    | Дина Бърнс, майка на Пам и съпруга на Джак                               |
| Никол ДеХъф    | Деби Бърнс, сестра на Пам, дъщеря на Джак и Дина и годеница на Боб       |
| Джон Ейбрахамс | Дени Бърнс, брат на Пам и Деби и Деби                                    |
| Оуен Уилсън    | Кевин Роули, бивш годеник на Пам                                         |
| Джеймс Ребхорн | Лари Банкс, баща на Боб                                                  |
| Том Маккарти   | Боб Банкс, доктор, син на Лари и Линда и годеник на Деби                 |
| Филис Джордж   | Линда Банкс, съпруга на Лари и майка на Боб.                             |

## В България
В България филмът е пуснат по кината през 2000 г. от Съни Филмс.
През 2001 г. е издаден на VHS от Александра Видео.
На 7 март 2004 г. е излъчен за първи път по bTV в неделя от 20:00 ч.
На 3 януари 2010 г. е излъчен по Нова телевизия с български дублаж, записан в Арс Диджитал Студио. Екипът се състои от:
| Преводач            | Елена Ценкова                                      |
| Тонрежисьор         | Венцислав Велев                                    |
| Режисьор на дублажа | Яна Янева                                          |
| Озвучаващи артисти  | Татяна Захова Лидия Михова Васил Бинев Илиян Пенев |

На 3 юни 2017 г. е излъчен и по каналите на bTV Media Group до 2019 г. с втори български дублаж, записан в студио VMS. Екипът се състои от:
| Озвучаващи артисти  | Ева Демирева Петя Абаджиева Любомир Младенов Явор Караиванов Христо Бонин |
| Преводач            | Даниела Зарчева                                                           |
| Тонрежисьор         | Сибин Златарев                                                            |
| Режисьор на дублажа | Радослав Рачев                                                            |